# Villar de Olmos
Villar de Olmos es una aldea del municipio de Requena, en la provincia de Valencia (Comunidad Valenciana, España). Pertenece a la comarca de Requena-Utiel. Hoy en día, es una pedanía dividida en dos núcleos urbanos. El principal es el de Villar de Olmos, separado por apenas un kilómetro de La Cañada, según se avanza por la carretera CV-391 que conduce a la Ermita del Remedio, en Utiel.

## Historia
Al igual que muchas otras pedanías requenenses, Villar de Olmos cuenta con importantes yacimientos arqueológicos que acreditan la presencia humana en la zona hace miles de años. Los vestigios de mayor antigüedad se encontraron en la Cueva Sarnosa. Pertenecen probablemente a un clan familiar, y junto a los restos de flechas y puntas de lanza dan cuenta de presencia humana en la zona 9.500 años antes de Cristo. Restos de época ibérica, romana y árabe completan la importancia de los yacimientos de Villar de Olmos.
La partida de ese nombre se compone de una vastísima extensión jurisdiccional; [...] por el sol naciente toca con el término de Siete Aguas, por poniente con el de Villar de Tejas, por mediodía con la partida de El Rebollar y por el norte con el poblado de Chera. Dentro de ese gran perímetro, sumamente montuoso y quebrado, se encuentran muchísimas casas, formando su mayor parte tres agrupaciones o aldeas, que se conocen con los nombres de Las Nogueras, La Cañada y Villar. Así describía en el siglo XIX el historiador Herrero y Moral Villar de Olmos y sus alrededores.

## Lugares de interés
El entorno natural de la pedanía es uno de sus principales atractivos. Pinos rodenos, piñoneros, pinos blancos, carrascas, madroños, o sabinas forman parte de la flora autóctona de la zona. Es también especialmente apreciada por los amantes de la micología, por la gran cantidad de setas y hongos que en ella se pueden encontrar si se sabe dónde buscar.

## Ocio
Las fiestas patronales de Villar de Olmos son en honor de San Isidro Labrador, y se celebran el fin de semana más próximo al 15 de mayo. Es curioso, no obstante, que en época medieval Villar de Olmos tuvo una ermita dedicada a San José. No fue hasta mediados del siglo XIX cuando el caballero don Francisco Zamora cedió a los vecinos un oratorio en honor a San Isidro Labrador, que fue ampliado en 1883 para triplicar su capacidad.
En la actualidad, Villar de Olmos es una tranquila aldea visitada por gente que disfruta del turismo rural y de un entorno natural surcado por decenas de senderos.
- Datos: Q20106930
- Multimedia: Villar de Olmos / Q20106930